# Ghiacciaio Victoria inferiore
Il ghiacciaio Victoria inferiore è un ghiacciaio lungo circa 19 km situato nella regione centro-occidentale della Dipendenza di Ross, in Antartide. Il ghiacciaio, il cui punto più alto si trova a circa 600 m s.l.m., si trova in particolare all'estremità orientale della valle Victoria, tra le estremità orientali della dorsale St. Johns, a nord, e della dorsale Olympus, a sud, dove fluisce verso est, fino a unire il proprio flusso, a cui nel frattempo si è unito quello di diversi ghiacciai, come lo ghiacciaio Schultz, a quello del ghiacciaio pedemontano Wilson.

## Storia
Il ghiacciaio è stato mappato dai membri della spedizione Discovery, condotta dal 1904 al 1907 e comandata dal capitano Robert Falcon Scott, ma solo in seguito è stato così battezzato dai membri della spedizione di ricerca antartica svolta dall'Università Victoria di Wellington nel 1958-59 in onore della propria università.